# 김창효
김창효(한국 한자: 金昌孝, 1959년 5월 7일 ~ )는 대한민국의 전 축구 선수이며, 포지션은 수비수였다.

## 참고 자료
- 연고전, '고려대 납치사건'과 '연세대의 몰수패'